# Zvonik
Zvonik – wieś w Chorwacji, w żupanii zagrzebskiej, w gminie Farkaševac. W 2011 roku liczyła 87 mieszkańców.